# Тестовий тунель Boring
Тестовий тунель Boring — тунель, прокладений компанією The Boring Company у місті Готорн (Каліфорнія). Будувався протягом 2017—2018 рр. за допомогою тунелепрохідницької машини (ТПМ) діаметром 4,2 м. У майбутньому за подібною технологією можливо бурити тунелі на Марсі.
Вперше про цей проект Ілон Маск повідомив 17 грудня 2016. Він заявив, що вражений існуючими автомобільними заторами і було б добре позбавитися їх за допомогою підземного тунелю. У квітні 2017 The Boring Company купила свою першу ТПМ «Godot», а у січні і травні 2018 придбала необхідні їй ділянки землі на загальну суму у майже $2,5 млн.
У квітні 2018 The Boring Company отримала $113 млн. внесків, 90% яких були від Ілона Маска. Із видобутої під час буріння глини компанія виготовляє недорогу цеглу і вже відкрила поруч із тунелем магазин для її продажу. Окрім цього вони отримала $1 млн. від продажу фірмових кепок та $10 млн. від продажу так званих не-вогнеметів. До грудня 2018 The Boring Company вже вклала у виробництво $40 млн. Прокладання 1 милі (1,6 км) тестового тунелю обійшлося у $10 млн. Вважається, що це досить дешево, позаяк 1 миля Срібної лінії обходиться у $300 млн. За словами Ілона Маска, невелика мережа тунелів вартуватиме $100 млн., а велика може затягнути на $2 млрд. Також дуже важливим фактором є отримання різноманітних дозволів на будівництво, в тому числі сервітутів від власників земель.
Метою компанії значиться: "Виграти перегони у равлика". А все тому, що останній повзе зі швидкістю у 14 разів вищою, ніж звичайна ТПМ бурить землю. Ілон Маск має свого равлика Гарі (вже №6, бо вони не живуть довго), який у ємності в формі ананаса був присутній на вечірці в честь відкриття тунелю, що відбулася 18 грудня 2018.
Тунель має дві рейки, і спочатку планувалося, що ними їздитимуть спеціальні платформи, на які заїжджатимуть авто, або капсули-вагончики. Однак, ця ідея, скоріше за все, була залишена для вакуумної версії тунелю (Hyperloop). Поточний же проект передбачає наявність підйомників, що опускатимуть і підійматимуть машини, і величезної мережі тунелей, які можуть навіть пролягати у кілька рівнів. Щоб рухатися тунелем, машина повинна бути оснащеною висувними механізмами із коліщатками, що притискатимуться до бордюрів і спрямовуватимуть авто у потрібному напрямку. Під час відкриття тунелю гості мали змогу проїхатися їм на Tesla Model X зі швидкістю 65 км/год. Звісно, у майбутньому швидкість буде значно більшою. Ілон Маск прагне досягти швидкість у 250 км/год та пропускної спроможності у 4000 авто/год.
Координати тунелю:
- В'їзд, що знаходиться на парковці головної будівлі SpaceX: 33°55′18″ пн. ш. 118°19′34″ зх. д. / 33.9218° пн. ш. 118.326° зх. д.;
- Невеликий автомобільний підйомник, що веде до гаража: 33°55′26″ пн. ш. 118°20′27″ зх. д. / 33.92383° пн. ш. 118.3407° зх. д.;
- Виїзд: 33°55′24″ пн. ш. 118°20′40″ зх. д. / 33.9234° пн. ш. 118.3444° зх. д.